# 刘铁山
刘铁山（1923年—），曾用名果风，男，直隶（今河北）饶阳人，中国作曲家，一级作曲，曾任中国音乐家协会理事。代表作为《瑶族舞曲》（与茅沅合作）。